# Smythea velutina
Smythea velutina är en brakvedsväxtart som först beskrevs av Henry Nicholas Ridley, och fick sitt nu gällande namn av Banerjee och P. K. Mukherjee. Smythea velutina ingår i släktet Smythea och familjen brakvedsväxter. Inga underarter finns listade i Catalogue of Life.